# Inés Pedrós Alpicat
Inés Pedrós Alpicat (Moncada, 1388-1428) fue una anacoreta española, conocida tras su muerte como «la Venerable Inés de Moncada».
Cuenta la tradición que movida por una gran vocación religiosa intentó entrar en la Cartuja de Porta Coeli haciéndose pasar por hombre. El engaño fue rápidamente descubierto y la joven fue inmediatamente expulsada de la cartuja. Por lo que buscó un refugio cercano al lugar donde poder vivir su vida de retiro y oración. Tras descartar otras cuevas, finalmente se ubicó en una situada en el Monte de la Cantera o Rodeno de Santa Agnés, donde en una cavidad de dos metros por cincuenta centímetros que daba entrada a un espacio de no más de cinco metros cuadrados, habitó alejada del mundo durante 20 años, hasta su muerte en 1428. El lugar es conocido y visitado por seguidores de la anacoreta y en él pueden verse diversas inscripciones, un altar e incluso azulejos conmemorativos.